# NGC 2786
NGC 2786 é uma galáxia espiral (Sa     R) localizada na direcção da constelação de Cancer. Possui uma declinação de +12° 26' 26" e uma ascensão recta de 9 horas, 13 minutos e 35,5 segundos.
A galáxia NGC 2786 foi descoberta em 5 de Abril de 1864 por Albert Marth.